# Федорищева, Татьяна Сергеевна
Татья́на Серге́евна Федори́щева (урождённая Чабане́ц, также известна как Таня TGYM; род. 2 марта 1992, Николаев, Николаевская область, Украина) — украинский видеоблогер, соавтор двух книг, написанных вместе с мужем, ведущая фитнес-марафонов. Стала известной как автор популярных комплексов упражнений для домашних тренировок, опубликованных на личном канале в YouTube.

## Биография
Родилась в Николаеве, в семье рабочих. Трудовую деятельность начала в 16 лет.
В 2010 году встретила своего будущего мужа Дмитрия Федорищева, увлекавшегося спортом. Именно тогда зародился интерес Татьяны к фитнесу. с 2011 года была фрилансером в сфере веб-дизайна, занималась фото и видеосъёмками.
В 2012 году вместе с мужем создала канал TGYM и опубликовала на нём свой первый комплекс домашних тренировок. Через год аудитория канала составила более 100 000 подписчиков.
В 2015 году Таня TGYM приняла участие в съёмках фильма Go Lala Go 2, проходивших в Таиланде.
В 2016 году переехала в Россию и участвовала в проектах компаний Puma и KFC. В соавторстве с мужем написала свою первую книгу по здоровому образу жизни и фитнесу.
В 2017 приняла участие в фестивале бодибилдинга Арнольда Шварценеггера Arnold Sports Festival в составе команды Midway Lab.
В 2018 году стала гостем фестиваля видеоблогеров «Видеожара» в Украине. В рамках фестиваля посетила несколько городов, проводила встречи с фанатами и взаимодействовала с брендами Garmin, Samsung, Tefal.
По предложению правительства Таиланда популяризировала туризм и здоровый образ жизни в этой стране в составе международной группы.
В 2019 году число подписчиков канала в YouTube достигло миллиона, и Татьяна стала обладателем «Золотой кнопки».
С марта 2020 года Татьяна проживала в Черногории, в городе Будва, где продолжает развивать собственный фитнес-проект, а также запустила Марафон TGYM 2.0. В котором она вместе с её мужем Дмитрием Федорищевым помогает мужчинам и женщинам становиться обладателями стройного, спортивного и здорового тела. 
В апреле 2021 года Татьяна проживает в ОАЭ в городе Дубай. Здесь она продолжает активно вести блоги на Youtube и Instagram, а также запускает обновлённую версию Марафона TGYM 3.0. 
На данный момент Татьяна является амбассадором бренда MyProtein, а также сайта IHerb. Татьяна хотела бы стать послом всемирно известного бренда спортивной одежды и аксессуаров Nike. 
12 июля 2021 года её канал на Youtube превысил 2 миллиона подписчиков.
27 марта 2022 года на своём Youtube - канале объявила о беременности.

## Творческая деятельность
По мнению самой Татьяны, немалый вклад в её профессиональный успех внёс муж. От него Татьяна получила не только компетентную информационную поддержку, но и мотивацию на развитие уникального авторского проекта.
TGYM стал одним из первых фитнес-каналов, который откликался на актуальный запрос любителей фитнеса и последователей здорового образа жизни. Главной идеей Татьяны, привлекшей огромное число единомышленников, стало критическое отношение к известным диетам и отказ от препаратов для похудения. Привлекательным для подписчиков стала открытость Татьяны, её отказ от вредных привычек и готовность искренне и открыто делиться своим личным опытом.
Трансляции тренировок и ответы на вопросы подписчиков в прямом эфире привлекли немало зрителей и помогли им добиться больших результатов. Особое место в профессиональной деятельности Татьяны занимают специальные тренировки для подростков.
По состоянию на июль 2021 года, на канале Татьяны размещено более 900 видео. Аудитория канала составляет более 2 миллиона подписчиков и продолжает расти.